# King of the Blues
King of the Blues est un album de compilation du chanteur et guitariste américain de blues B. B. King, sorti en 1992. Il inclut les chansons les plus connues du King et plusieurs chansons inédites.

## Chansons
| 1.  | Miss Martha King (Inédite)          |  |
| 2.  | She's Dynamite                      |  |
| 3.  | Three O'Clock Blues                 |  |
| 4.  | Please Love Me                      |  |
| 5.  | You Upset Me Baby                   |  |
| 6.  | Every Day I Have the Blues          |  |
| 7.  | Rock Me Baby                        |  |
| 8.  | Recession Blues                     |  |
| 9.  | Don't Get Around Much Anymore       |  |
| 10. | I'm Gonna Sit In 'Til You Give In   |  |
| 11. | Blues at Midnight                   |  |
| 12. | Sneakin' Around                     |  |
| 13. | My Baby's Comin' Home               |  |
| 14. | Slowly Losing My Mind (Inédite)     |  |
| 15. | How Blue Can You Get (Inédite)      |  |
| 16. | Rockin' Awhile (Inédite)            |  |
| 17. | Help the Poor (Inédite)             |  |
| 18. | Stop Leadin' Me On (Inédite)        |  |
| 19. | Never Trust a Woman (Inédite)       |  |
| 20. | Sweet Little Angel (live)           |  |
| 21. | All Over Again                      |  |
| 22. | Sloppy Drunk (Inédite)              |  |
| 23. | Don't Answer the Door (Parts 1 & 2) |  |
| 24. | I Done Got Wise                     |  |
| 25. | Think it Over                       |  |
| 26. | Gambler's Blues (live)              |  |

| 1.  | Goin' Down Slow (live et inédite)                  |  |
| 2.  | Tired of Your Jive (live)                          |  |
| 3.  | Sweet Sixteen, Parts One and Two (live et inédite) |  |
| 4.  | Paying the Cost To Be The Boss                     |  |
| 5.  | I'm Gonna Do What They Do to Me                    |  |
| 6.  | Lucille                                            |  |
| 7.  | Watch Yourself                                     |  |
| 8.  | You Put It on Me                                   |  |
| 9.  | Get Myself Somebody (Inédite)                      |  |
| 10. | I Want You So Bad                                  |  |
| 11. | Why I Sing the Blues                               |  |
| 12. | Get Off My Back Woman                              |  |
| 13. | Please Accept My Love (live)                       |  |
| 14. | Fools Get Wise (Inédite)                           |  |
| 15. | No Good                                            |  |
| 16. | So Excited                                         |  |

| 1.  | The Thrill Is Gone                              |  |
| 2.  | Confessin' the Blues                            |  |
| 3.  | Nobody Loves Me But My Mother                   |  |
| 4.  | Hummingbird (avec Leon Russell et Joe Walsh)    |  |
| 5.  | Ask Me No Questions                             |  |
| 6.  | Chains and Things (avec Carole King)            |  |
| 7.  | Eyesight to the Blind (live au Japon, inédite)  |  |
| 8.  | Niji Baby (live au Japon, inédite)              |  |
| 9.  | Blue Shadows                                    |  |
| 10. | Ghetto Woman (avec Ringo Starr)                 |  |
| 11. | Ain't Nobody Home                               |  |
| 12. | I Got Some Help I Don't Need                    |  |
| 13. | Five Long Years                                 |  |
| 14. | To Know You Is to Love You (avec Stevie Wonder) |  |
| 15. | I Like to Live the Love                         |  |
| 16. | Don't Make Me Pay for His Mistakes              |  |

| 1.  | Let the Good Times Roll (live, avec Bobby Bland)       |  |
| 2.  | Don't You Lie to Me                                    |  |
| 3.  | Mother Fuyer                                           |  |
| 4.  | Never Make a Move Too Soon (avec The Crusaders)        |  |
| 5.  | When It All Comes Down (I'll Still Be Around)          |  |
| 6.  | Better Not Look Down                                   |  |
| 7.  | Caldonia (live)                                        |  |
| 8.  | There Must Be a Better World Somewhere (avec Dr. John) |  |
| 9.  | Play with Your Poodle (Inédite)                        |  |
| 10. | Darlin' You Know I Love You                            |  |
| 11. | Inflation Blues                                        |  |
| 12. | Make Love to Me (Inédite)                              |  |
| 13. | Into the Night                                         |  |
| 14. | Six Silver Strings                                     |  |
| 15. | When Love Comes to Town (avec U2, inédite)             |  |
| 16. | Right Place, Wrong Time (avec Bonnie Raitt)            |  |
| 17. | Many Miles Travelled (Inédite)                         |  |
| 18. | I'm Moving On                                          |  |
| 19. | Since I Met You Baby (avec Gary Moore)                 |  |